# Federico Delbonis
Federico Delbonis (Azul, 5 oktober 1990) is een Argentijnse tennisspeler. Hij heeft twee ATP-toernooien in het enkel- en twee in het dubbelspel gewonnen. Hij deed ook mee aan Grand Slams. Hij heeft elf challengers in het enkelspel en vier challengers in het dubbelspel op zijn naam staan.

## Palmares

### Palmares enkelspel
| Legenda                       | Legenda               |
| ----------------------------- | --------------------- |
| Grand Slam                    |                       |
| Olympische Spelen             |                       |
| tot 2009                      | vanaf 2009            |
| Tennis Masters Cup            | ATP Finals            |
| ATP Masters Series            | ATP Tour Masters 1000 |
| ATP International Series Gold | ATP Tour 500          |
| ATP International Series      | ATP Tour 250          |

| Nr.                  | Datum             | Toernooi      | Ondergrond | Tegenstander in finale | Score            | Details |
| -------------------- | ----------------- | ------------- | ---------- | ---------------------- | ---------------- | ------- |
| Gewonnen finales     |                   |               |            |                        |                  |         |
| 1.                   | 2 maart 2014      | ATP São Paulo | Gravel (i) | Paolo Lorenzi          | 4-6, 6-3, 6-4    | Details |
| 2.                   | 10 april 2016     | ATP Marrakesh | Gravel     | Borna Ćorić            | 6-2, 6-4         | Details |
| Verloren finales     |                   |               |            |                        |                  |         |
| 1.                   | 21 juli 2013      | ATP Hamburg   | Gravel     | Fabio Fognini          | 6-4, 6-7(8), 2-6 | Details |
| 2.                   | 25 mei 2014       | ATP Nice      | Gravel     | Ernests Gulbis         | 1-6, 6-7(5)      | Details |
| Gewonnen challengers |                   |               |            |                        |                  |         |
| 1.                   | 24 augustus 2009  | Manerbio      | Gravel     | Leonardo Tavares       | 6-1, 6-3         |         |
| 2.                   | 19 april 2010     | Rome-2 (1)    | Gravel     | Florian Mayer          | 6-4, 6-3         |         |
| 3.                   | 22 januari 2013   | Bucaramanga   | Gravel     | Wayne Odesnik          | 7-6(4), 6-3      |         |
| 4.                   | 8 april 2013      | Barranquilla  | Gravel     | Facundo Bagnis         | 6-3, 6-2         |         |
| 5.                   | 19 april 2015     | Sarasota      | Gravel     | Facundo Bagnis         | 6-4, 6-2         |         |
| 6.                   | 28 juni 2015      | Milaan        | Gravel     | Rogério Dutra da Silva | 6-1, 7-6(6)      |         |
| 7.                   | 4 oktober 2015    | Rome-2 (2)    | Gravel     | Filip Krajinović       | 1-6, 6-3, 6-4    |         |
| 8.                   | 25 juni 2017      | Todi          | Gravel     | Marco Cecchinato       | 7-5, 6-1         |         |
| 9.                   | 21 oktober 2017   | Cali          | Gravel     | Guilherme Clezar       | 7-6(10), 7-5     |         |
| 10.                  | 23 september 2018 | Biella        | Gravel     | Stefano Napolitano     | 6-4, 6-3         |         |
| 11.                  | 14 juli 2019      | Perugia       | Gravel     | Guillermo García López | 6-0, 1-6, 7-6(5) |         |

### Palmares dubbelspel
| Nr.                              | Datum            | Toernooi          | Ondergrond | Partner                | Tegenstanders in finale           | Score               | Details |
| -------------------------------- | ---------------- | ----------------- | ---------- | ---------------------- | --------------------------------- | ------------------- | ------- |
| Gewonnen finales herendubbel     |                  |                   |            |                        |                                   |                     |         |
| 1.                               | 4 maart 2018     | ATP São Paulo (1) | Gravel (i) | Máximo González        | Wesley Koolhof Artem Sitak        | 6-4, 6-2            | Details |
| 2.                               | 2 maart 2019     | ATP São Paulo (2) | Gravel (i) | Máximo González        | Luke Bambridge Jonny O'Mara       | 6-4, 6-3            | Details |
| Verloren finales herendubbel     |                  |                   |            |                        |                                   |                     |         |
| 1.                               | 4 augustus 2018  | ATP Kitzbühel     | Gravel     | Daniele Bracciali      | Roman Jebavý Andrés Molteni       | 2-6, 4-6            | Details |
| 2.                               | 21 juli 2019     | ATP Båstad        | Gravel     | Horacio Zeballos       | Sander Gillé Joran Vliegen        | 7-6(5), 5-7, [5-10] | Details |
| 3.                               | 14 maart 2021    | ATP Santiago      | Gravel     | Jaume Munar            | Simone Bolelli Máximo González    | 6-7(4), 4-6         | Details |
| Gewonnen challengers herendubbel |                  |                   |            |                        |                                   |                     |         |
| 1.                               | 28 februari 2011 | Salinas           | Gravel     | Facundo Bagnis         | Rogério Dutra da Silva João Souza | 6-2, 6-1            |         |
| 2.                               | 29 augustus 2011 | Como              | Gravel     | Renzo Olivo            | Martín Alund Facundo Argüello     | 6-1, 6-4            |         |
| 3.                               | 12 maart 2012    | Rabat             | Gravel     | Íñigo Cervantes Huegun | Martín Alund Stéphane Robert      | 6-7(3), 6-1, [10-5] |         |
| 4.                               | 8 april 2013     | Barranquilla      | Gravel     | Facundo Bagnis         | Fabiano De Paula Stefano Ianni    | 6-3, 7-5            |         |

## Resultaten grote toernooien
| Legenda | Legenda                          |
| ------- | -------------------------------- |
| g.t.    | geen toernooi gehouden           |
| l.c.    | lagere categorie                 |
| –       | niet deelgenomen                 |
| G       | uitgeschakeld in de groepsfase   |
| 1R      | uitgeschakeld in de eerste ronde |
| 2R      | uitgeschakeld in de tweede ronde |
| 3R      | uitgeschakeld in de derde ronde  |
| 4R      | uitgeschakeld in de vierde ronde |
| KF      | uitgeschakeld in de kwartfinale  |
| HF      | uitgeschakeld in de halve finale |
| F       | de finale verloren               |
| W       | het toernooi gewonnen            |
| w-v     | winst/verlies-balans             |

### Enkelspel
| grandslamtoernooien  |     |      |      |      |    |      |      |      |      |    |
| Australian Open      | –   | –    | 1R   | 1R   | 3R | 1R   | 1R   | 1R   | 2R   | –  |
| Roland Garros        | –   | 2R   | 1R   | 1R   | 1R | 1R   | 2R   | 2R   | 1R   | 4R |
| Wimbledon            | –   | –    | 1R   | 1R   | 1R | –    | 1R   | 1R   | g.t. | 1R |
| US Open              | –   | –    | 2R   | 1R   | 2R | –    | 1R   | 1R   | 1R   |    |
| ATP Masters 1000     |     |      |      |      |    |      |      |      |      |    |
| Indian Wells         | –   | –    | 1R   | 2R   | 4R | 2R   | 2R   | 1R   | g.t. |    |
| Miami                | –   | –    | 1R   | 2R   | 2R | 4R   | –    | 3R   | g.t. | 1R |
| Monte Carlo          | 1R  | –    | 1R   | –    | 1R | –    | –    | 1R   | g.t. | 2R |
| Madrid               | 2R  | –    | 1R   | –    | –  | –    | 2R   | –    | g.t. | 3R |
| Rome                 | –   | –    | 1R   | –    | –  | –    | 1R   | –    | –    | KF |
| Montreal/Toronto     | –   | –    | 1R   | –    | 1R | –    | –    | –    | g.t. |    |
| Cincinnati           | –   | –    | 1R   | –    | 1R | –    | –    | 2R   | –    |    |
| Shanghai             | –   | –    | –    | –    | 1R | –    | –    | –    | g.t. |    |
| Parijs               | –   | –    | –    | –    | –  | –    | –    | –    | 1R   |    |
| olympisch            |     |      |      |      |    |      |      |      |      |    |
| Olympische Spelen    | –   | g.t. | g.t. | g.t. | 1R | g.t. | g.t. | g.t. | g.t. |    |
| statistieken         |     |      |      |      |    |      |      |      |      |    |
| totaal aantal titels | 0   | 0    | 1    | 0    | 1  | 0    | 0    | 0    | 0    | 0  |
| eindejaarsranking    | 133 | 55   | 60   | 52   | 41 | 68   | 80   | 76   | 82   |    |

### Dubbelspel
| grandslamtoernooien  |      |      |      |     |      |      |      |      |    |
| Australian Open      | –    | 1R   | 1R   | 1R  | 1R   | 1R   | –    | 2R   | –  |
| Roland Garros        | –    | 1R   | 1R   | 2R  | –    | 2R   | 3R   | –    | 1R |
| Wimbledon            | –    | 1R   | –    | 2R  | –    | 2R   | 1R   | g.t. | 1R |
| US Open              | 1R   | 1R   | 2R   | 1R  | –    | –    | 2R   | –    |    |
| ATP Masters 1000     |      |      |      |     |      |      |      |      |    |
| Indian Wells         | –    | –    | –    | –   | –    | –    | –    | g.t. |    |
| Miami                | –    | 1R   | –    | –   | –    | –    | –    | g.t. | –  |
| Monte Carlo          | –    | –    | –    | –   | –    | –    | –    | g.t. | –  |
| Madrid               | –    | –    | –    | –   | –    | –    | –    | g.t. | –  |
| Rome                 | –    | –    | –    | –   | –    | –    | –    | –    | –  |
| Montreal/Toronto     | –    | –    | –    | –   | –    | –    | –    | g.t. |    |
| Cincinnati           | –    | –    | –    | –   | –    | –    | –    | –    |    |
| Shanghai             | –    | –    | –    | –   | –    | –    | –    | g.t. |    |
| Parijs               | –    | –    | –    | –   | –    | –    | –    | –    |    |
| olympisch            |      |      |      |     |      |      |      |      |    |
| Olympische Spelen    | g.t. | g.t. | g.t. | 1R  | g.t. | g.t. | g.t. | g.t. |    |
| statistieken         |      |      |      |     |      |      |      |      |    |
| totaal aantal titels | 0    | 0    | 0    | 0   | 0    | 1    | 1    | 0    | 0  |
| eindejaarsranking    | 189  | 186  | 254  | 152 | 403  | 132  | 125  | 169  |    |